# Eugalta sulawensis
Eugalta sulawensis är en stekelart som beskrevs av Gupta 1980. Eugalta sulawensis ingår i släktet Eugalta och familjen brokparasitsteklar. Inga underarter finns listade i Catalogue of Life.